# Maratus volans
Maratus volans (O. P.-Cambridge, 1874) è una specie di ragno della famiglia dei Salticidae, la più conosciuta tra quelli del genere Maratus.
La specie è caratterizzata da un complesso rituale di accoppiamento, dove i maschi compiendo una vera e propria danza davanti alla femmina, oltre a produrre particolare frinio, sollevano il terzo paio di zampe e le variopinte estensioni simili ad ali site sopra l'opistosoma. Tale comportamento, per la similarità con quello espresso dai pavoni, gli conferirono da parte dei ricercatori, così come a tutto il genere, il nome di ragno pavone (peacock spider).

## Descrizione
In entrambi i sessi la lunghezza del corpo raggiunge circa 5 mm; le femmine e gli immaturi mantengono una colorazione marrone, ma hanno modelli di colore per cui possono essere distinti dalle specie correlate.

## Distribuzione
Così come le altre sei specie note di questo genere tutte diffuse in Australia, questa è stata identificata nei territori del Queensland, del Nuovo Galles del Sud, del Victoria, del Territorio della Capitale Australiana, Australia Occidentale e Tasmania..